# Duisans British Cemetery
Duisans British Cemetery is een Britse militaire begraafplaats met gesneuvelden uit de Eerste Wereldoorlog, gelegen in de Franse gemeente Étrun (Pas-de-Calais). De begraafplaats werd ontworpen door Reginald Blomfield en ligt langs de weg van Marœuil naar Hermaville op ruim 2 km ten westen van het dorpscentrum (Église Saint-Nicolas). Door haar ligging in het snijpunt van twee wegen heeft de begraafplaats een nagenoeg driehoekig grondplan. In de scherpe hoek staat een poortgebouw, opgebouwd uit een parement met witte steenblokken en bakstenen en met een open rondbogige doorgang. Het Cross of Sacrifice staat op het middenpad op 1/3 afstand tot de Stone of Remembrance dat achteraan in een boogvormige uitstulping staat. Het terrein wordt omgeven door een haag. De begraafplaats wordt onderhouden door de Commonwealth War Graves Commission. 
Er worden 3.284 doden herdacht.

## Geschiedenis
Vanaf maart 1916 was het gebied rond Duisans in handen van de Commonwealth-troepen , maar pas in februari 1917 werd deze site als begraafplaats voor het 8th Casualty Clearing Station (CCS) geselecteerd. In maart 1917 startte men met het begraven van de eerste slachtoffers. Vanaf april breidde de begraafplaats snel uit door de inbreng van slachtoffers uit de verschillende Casualty Clearing Stations die in de omgeving gevestigd waren. De meeste doden vielen tijdens de veldslagen rond Arras in 1917 en de loopgravenoorlog die daarop volgde. Van mei tot augustus 1918 werd de begraafplaats nog door verschillende divisies en kleinere gevechtseenheden gebruikt. In het najaar van 1918 bleven de 23rd, de 1st Canadian en de 4th Canadian Clearing Stations nog twee maanden in Duisans en de 7th was daar van november 1918 tot november 1920 om de vele gewonden die nog stierven hier te begraven.
Er liggen nu 2.858 Britten, 320 Canadezen, 7 Australiërs, 7 Nieuw-Zeelanders, 5 Zuid-Afrikanen, 3 Indiërs, 1 Chinees (tewerkgesteld bij het Chinese Labour Corps en 83 Duitsers begraven.

## Graven

### Onderscheiden militairen
- Stanley Douglas Gardner, luitenant-kolonel bij de Canadian Infantry werd onderscheiden met de Order of St Michael and St George, het Military Cross (CMG, MC) en ridder in het Legion d'Honneur (Frankrijk).
- Alfred Forbes Lumsden, brigadegeneraal bij de General Staff, David MacLeod, luitenant-kolonel bij de Gordon Highlanders, Frederick Vivian Thompson, luitenant-kolonel bij de Royal Engineers, F.J.W. Cartwright, luitenant-kolonel bij de Royal Marine Light Infantry, Thomas Pelham Johnson, luitenant-kolonel bij het Army Service Corps en Guy Robert Howard, majoor bij de Royal Air Force werden onderscheiden met de Distinguished Service Order (DSO).
- kapitein Charles Franklin Galbraith en onderluitenant Frank Samuel Occomore, beiden leden van de Royal Air Force, werden onderscheiden met het Distinguished Flying Cross (DFC).
- de majoors E.B. Hickox, M.A. Anderson en H.R. Turner, de kapiteins J. Davie, C.R.B. Terrell en J.H. Matheson, de luitenants R.M.M. Gray, G.F.J. Jarvis, A.G. Deyoung en R. Miller, de onderluitenants J.B. Bradford, R.H. Creery, A.C. Brown, C.V. Farey en W.A. West werden onderscheiden met het Military Cross (MC).
- Victor Frederick Clarke, sergeant bij het Worcestershire Regiment, D.E. Ferris, korporaal bij de Canadian Infantry en Oliver Cromwell Dubois, kanonnier bij de Royal Field Artillery werden onderscheiden met de Distinguished Conduct Medal (DCM).
- T. Coker, sergeant bij de Royal Engineers werd onderscheiden met de Meritorious Service Medal en de Military Medal (MSM, MM).
- nog 84 militairen werden onderscheiden met de Military Medal (MM), waarbij de sergeanten H.L. Buck en T. Healey en soldaat E.C.L. Key deze onderscheiding tweemaal ontvingen (MM and Bar).

### Minderjarige militairen
- de soldaten F.W. Cockram, Ronald Eric Gray, Harold James Reed en A. Richardson waren slechts 17 jaar oud toen ze stierven.

### Aliassen
- kanonnier George Horgan diende onder het alias George Bell bij de Royal Garrison Artillery.
- soldaat Oliver Brown diende onder het alias H. Travers bij de Essex Yeomanry.
- soldaat R. Scotland diende onder het alias R. Winning bij de Royal Scots Fusiliers.
- soldaat Leonard Walter Sawyer diende onder het alias W. Leonards bij het Royal Army Medical Corps.
- soldaat A. Vezina diende onder het alias A. Cote bij de Canadian Infantry.

### Gefusilleerde militair
- James Reid, korporaal bij de Cameron Highlanders werd wegens desertie op 11 mei 1918 gefusilleerd. Hij was 26 jaar.[1]